# Іван Ненов
Іван Ненов (болг. Иван Василев Ненов; 17 травня 1902, Софія, Болгарія — 4 вересня 1997, Софія, Болгарія) — болгарський станковий живописець (надавав перевагу масляній і темперній техніці), мозаїст, кераміст XX століття. Як мистецтвознавець, публікував дослідні тексти.  Відомий своїми портретами, картинами, що зображають оголених жінок, часто на тлі відкритого простору: на морському березі, в отворі балконного отвору  .  Починаючи з ранніх студентських робіт демонстрував найвищу мальовничу культуру, витонченість колориту, вільне володіння малюнком людської фігури  . 

## Біографія
Іван Нонев народився 17 травня 1902 року. У 1925 закінчив Академію мистецтв у Софії по класу живопису, в майстерні професора Ніколи Марінова. Вступив до Товариства нових художників  . 
На початку 1944 на його студію в Софії впала бомба.  Майстерня вигоріла дотла. Вогонь знищив близько ста творів, створених з 20-х рр.
У 50-ті, до всіх бід додалася нова: художник був репресований «за формалізм» (те ж саме, втім, сталося і з більшістю незалежно мислячих, орієнтованих на європейський рівень живопису художників того покоління). Тоді ж Ненов відкрив для себе чисто художні, декоративні властивості кераміки, не пов'язані з утилітарною її функцією  .  Після звільнення з Національної академії образотворчих мистецтв і заборони на професію живописця (ні виставляти, ні продавати свої роботи йому було не можна), освоїв професію гончара і скульптора в жанрі малої пластики: теракота, шамот, глазур. 
На відміну від ряду менш стійких колег, Іван Ненов не йшов компроміс. Вимушено залишаючись в ізоляції, він розумів, наскільки висока ціна свободи для художника, і готовий був платити цю ціну . 

## Творчість
Стилістично багато з характерних для Ненова робіт складені, як шаради, з низки відсилань до історії сучасного мистецтва. Пластичний розвиток художника йшов паралельно з пікассовськими неокласицистськими речами, з метафізичним живописом Джорджо де Кіріко , з досвідом деяких сюрреалістів: Далі, Тангі; деякою мірою, з експериментами Стржемінського (але без ухиляння у безпредметність). 
Своєрідною візитівкою Івана Ненова стали його полотна з жінками перед дзеркалом і / або біля балкона з краєвидом на море в Созополі . Роботи виконані в особливій, розробленій Неновим техніці, чи доступній для наслідування .  Сильно висвітлений, благородно стриманий колорит привносить в картини світлоносну просторовість. 

## Зображення в мережі
- Жінка перед дзеркалом, 1930-і роки. [Архівовано 29 серпня 2015 у Wayback Machine.]  [Архівовано 29 серпня 2015 у Wayback Machine.] Олія. Приватна колекція
- Сіньйора Россі, 1936.[недоступне посилання з серпня 2019] Олія[недоступне посилання з серпня 2019] [недоступне посилання з серпня 2019] Міська галерея мистецтв Софії (болг.)